# Gebot (Ethik)
Ein Gebot ist eine verbindliche Anweisung, die als positives Gebot oder als negatives Gebot, also als Verbot, gefasst sein kann. Gebote sind allgemein nicht einfach Gesetze, da nicht jedem Gebot auch Gesetzeskraft innewohnt oder zugeschrieben wird.
Religiöse und ethische Gebote leiten sich oft aus dem Naturrecht oder der Goldenen Regel ab. Ihr Einfluss auf das Handeln hängt auch mit der Erziehung und dem persönlichen Gewissen zusammen.

## Judentum/Altes Testament

### Grundsätzliches
Die Zehn Gebote (der Dekalog) (hebräisch עשרת הדברות aseret ha-dibberot) der Hebräischen Bibel sind eine Verdichtung des geschlossenen sittlichen Vertrages (Bund) Gottes mit dem Volk Israel am Berg Sinai. Diese Gebote, überwiegend als Verbote formuliert, sind ein wichtiger Teil der jüdischen Bundes-Tradition mit Gott und sind als Empfehlung für ein Leben in Verbindung mit Gott zu sehen.
Eine Mitzwa ist ein Gebot im Judentum, welches entweder in der Tora genannt wird oder von den Rabbinen festgelegt wurde. Nach dem Talmud handelt es sich insgesamt um 613 Mitzwot, zusammengesetzt aus 365 Verboten und 248 Geboten.
Nach jüdischer Auffassung gelten die sieben noachidischen Gebote sowohl für Juden als auch Nichtjuden.

### Verhältnis zu altorientalischen Rechtssammlungen
Recht und Ethos im alten Israel können schon auf ältere Rechtstraditionen zurückgreifen (Codex Hammurapi [18. Jh. vor Chr.] oder die noch älteren sumerischen Gesetze des Urnammu von Ur, der Codex Ešnunna und der Codex Lipit-Ištar). Ein besonders auffälliger Unterschied zu anderen Rechtssammlungen ist, dass im Alten Testament keine einzige sich auf die Autorität eines Königs beruft. Durch die narrative Einbettung in die Sinai-Erzählung wird der vorstaatliche, teilweise sogar anti-königliche Charakter der Gesetzessammlungen unterstrichen.

### Kasuistik, Apodiktik und Prohibitiv
Grundlegend sind drei Unterscheidungen:
1. kasuistisches und apodiktisches Recht
2. apodiktisches Recht und apodiktische Verbote
3. apodiktische Verbote in Form eines Prohibitivs und Alltagsverbote

#### 1) Kasuistisches und apodiktisches Recht
Prinzipiell kann man zwischen kasuistischem und apodiktischem Recht unterscheiden (Albrecht Alt). Kasuistische Gebote entstammen dem Alltagsrecht der Ältesten im Stadttor und regeln möglichst präzise bestimmte Einzelfälle (casus). Sie sind konditional formuliert, also die grundsätzlichen Oberfälle mit כי und die zugeordneten Unterfälle mit אמ. Beispiele wären:
- Körperverletzung
- Schuldrecht
- Haftpflicht
- Schadenersatz
- Veruntreuung

Das kasuistische Recht ist also wesentlich differenzierter und auf die konkrete Wiedergutmachung eines Schadens ausgerichtet. Das apodiktische Recht hingegen will generelle Grenzen markieren, die das menschliche Zusammenleben gefährden. Apodiktische Gebote betreffen meist entweder Gott direkt oder die wichtigste Gabe Gottes – das Leben. Beispiele wären:
- Zauberei
- Sodomie
- Opfer für Fremdgötter
- Totenbeschwörung
- Gotteslästerung
- Mord/Totschlag
- Menschendiebstahl
- Schmähung der Eltern

#### 2) Apodiktisches Recht und apodiktische Verbote
Für Albrecht Alt fielen diese Kategorien in eins, weil sie dasselbe Rechtsideal verfolgen: die fast ausschließlich negative Formulierungsweise ("Du sollst nicht ...") macht deutlich, dass nicht ein positives Ideal vor Augen gemalt wird, sondern eher die absoluten No-Gos markiert werden, um eine bereits bestehende Ordnung zu schützen. Allerdings sind die apodiktischen Verbote keine praktikablen Rechtsanweisungen, sondern wollen im Optimalfall dem Rechtsfall vorbeugen. Sie befinden sich also im Vorfeld des Rechts (Erziehung, Lehre, Ethik).

#### 3) Apodiktische Verbote in Form eines Prohibitivs und Alltagsverbote
Das sachliche Gewicht und die göttliche Autorität führt dazu, dass die apodiktischen Verbote grammatisch gesondert durch den Prohibitiv (לא + Indikativ) markiert werden. Gebote und Verbote der Alltagssprache (z. B. in der Pädagogik) werden hingegen mit על + Jussiv gebildet.

## Christentum
Das Christentum übernimmt einen Großteil des Bestands allgemeiner jüdischer Gebote, etwa den Dekalog, nicht aber zahlreiche Vorschriften des jüdischen Ritus, Reinheits- und Speisegesetze. Besondere Betonung im Neuen Testament erfahren dabei bestimmte Gebote aus dem Alten Testament: das Gebot der Liebe zu Gott (5 Mos 6,5 ) sowie das Gebot der Nächstenliebe (3 Mos 19,18 ). Die meisten christlichen Konfessionen schließen darüber hinaus bestimmte konkretisierende Anweisungen ein, etwa in der Römisch-katholischen Kirche das Sonntagsgebot, die Verpflichtung zum allsonntäglichen Gottesdienst.
Wenn Jesus Christus von Geboten spricht, stellt er sie oft in Beziehung zur Gottesliebe, etwa bei Johannes 14,21 : Wer meine Gebote hat und sie hält, der ist es, der mich liebt. Wer mich aber liebt, der wird auch von meinem Vater geliebt werden.

## Buddhismus
In den buddhistischen Lehren existieren ethische Richtlinien bzw. Empfehlungen, die Buddha seinen Schülern gegeben hatte. In den verschiedenen buddhistischen Schulen werden unterschiedliche Aspekte betont. Beispiele für diese Richtlinien sind die Fünf Silas (sittliche Übungsregeln), über deren Beachtung ein Anhänger des Theravada-Buddhismus ein Gelübde ablegt, oder die Sechs Befreienden Handlungen (Sechs Paramitas) eines Bodhisattvas.

## Indische Traditionen
Im Yoga entsprechen die Yamas Niyamas konkreten Geboten.

## Staatliche Gebote
Staatliche Regelungen und Gesetze stützen sich im Gegensatz zu ethischen Geboten überwiegend auf Verbote. Den Charakter von Geboten haben z. B. einige Regeln der deutschen und österreichischen Straßenverkehrsordnung, etwa zur Einhaltung einer situationsgerechten Geschwindigkeit (siehe auch Richtgeschwindigkeit). Hier handelt es sich aber nicht um Ethik, sondern um rechtliche Normen.